# Pena capital en China

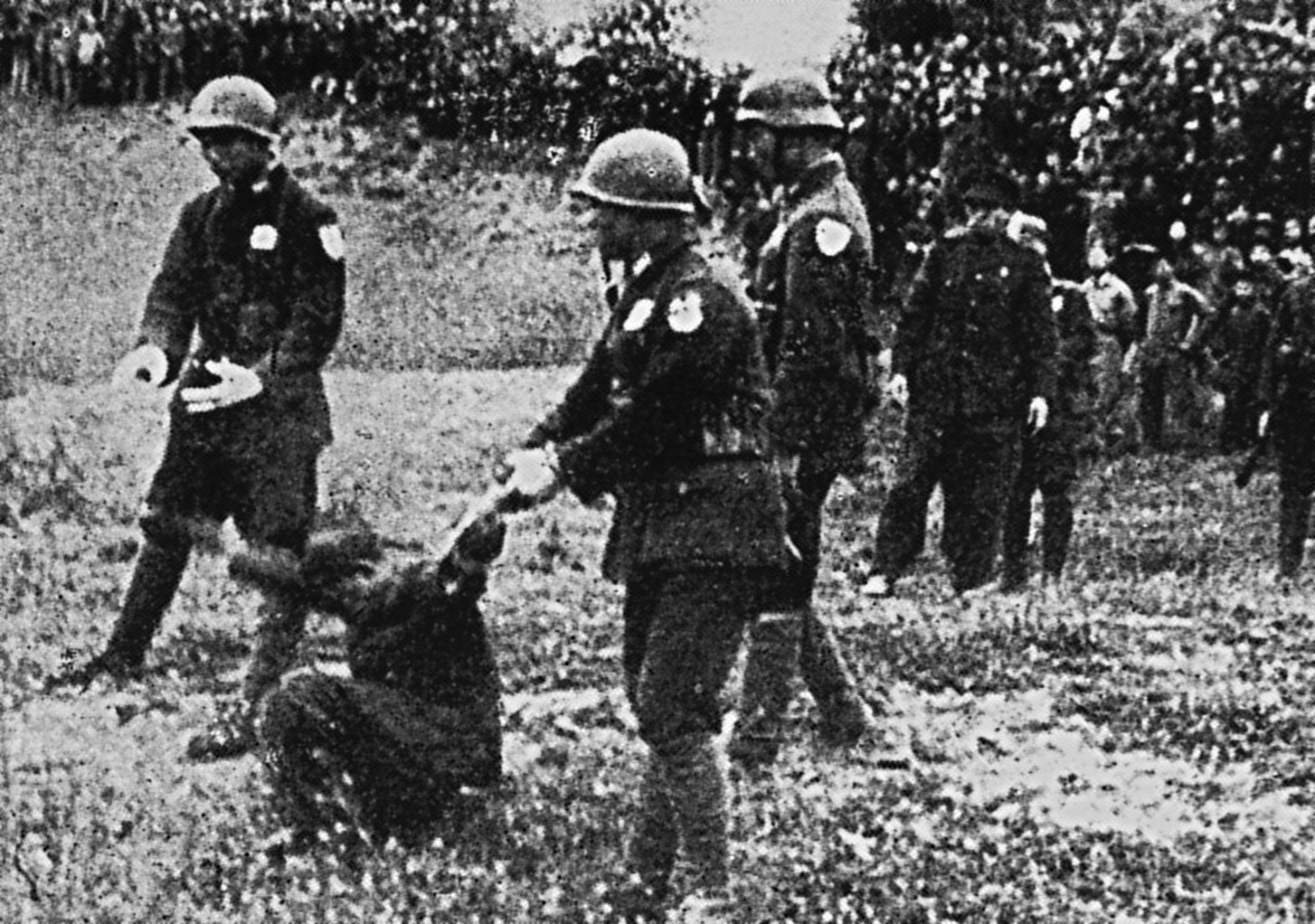
Ejecución del prisionero de guerra japonés Hisao Tani

La República Popular China administra actualmente la pena capital por una variedad de crímenes, aunque la mayoría de los juicios son para casos de asesinato agravado o tráfico de drogas a gran escala. China se encuentra por encima de todos los países en ejecuciones, aunque algunos países, como Irán o Singapur, tienen mayores tasas de ejecución per cápita. El artículo 49 del código penal chino prohíbe explícitamente la pena de muerte a criminales con menos de 18 años al cometer el crimen. Además, la pena capital puede aplicarse en casos de sobornos.
La pena de muerte es ilegal en Hong Kong y Macao, ya que estas ciudades tienen distintas jurisdicciones por el principio de un país, dos sistemas.

## Tasas de ejecución en el país
Según los números confirmados, la tasa de ejecuciones en China es más alta que en los Estados Unidos y Pakistán, aunque Irán ejecuta más prisioneros. El número de ejecuciones se ha reducido significativamente desde que el Tribunal Popular Supremo recuperó el poder de revisar todas las condenas a muerte en 2007; por ejemplo, la Fundación Dui Hua estima que China ejecutó a unas 12.000 personas en el año 2002, 6.500 personas en 2007 y aproximadamente 2.400 en 2013 y 2014. Dadas las estimaciones conservadoras y variables de las ejecuciones  en China representa más del 58% en 2009 y el 65% en 2010 de los de todo el mundo.

## Procedimiento

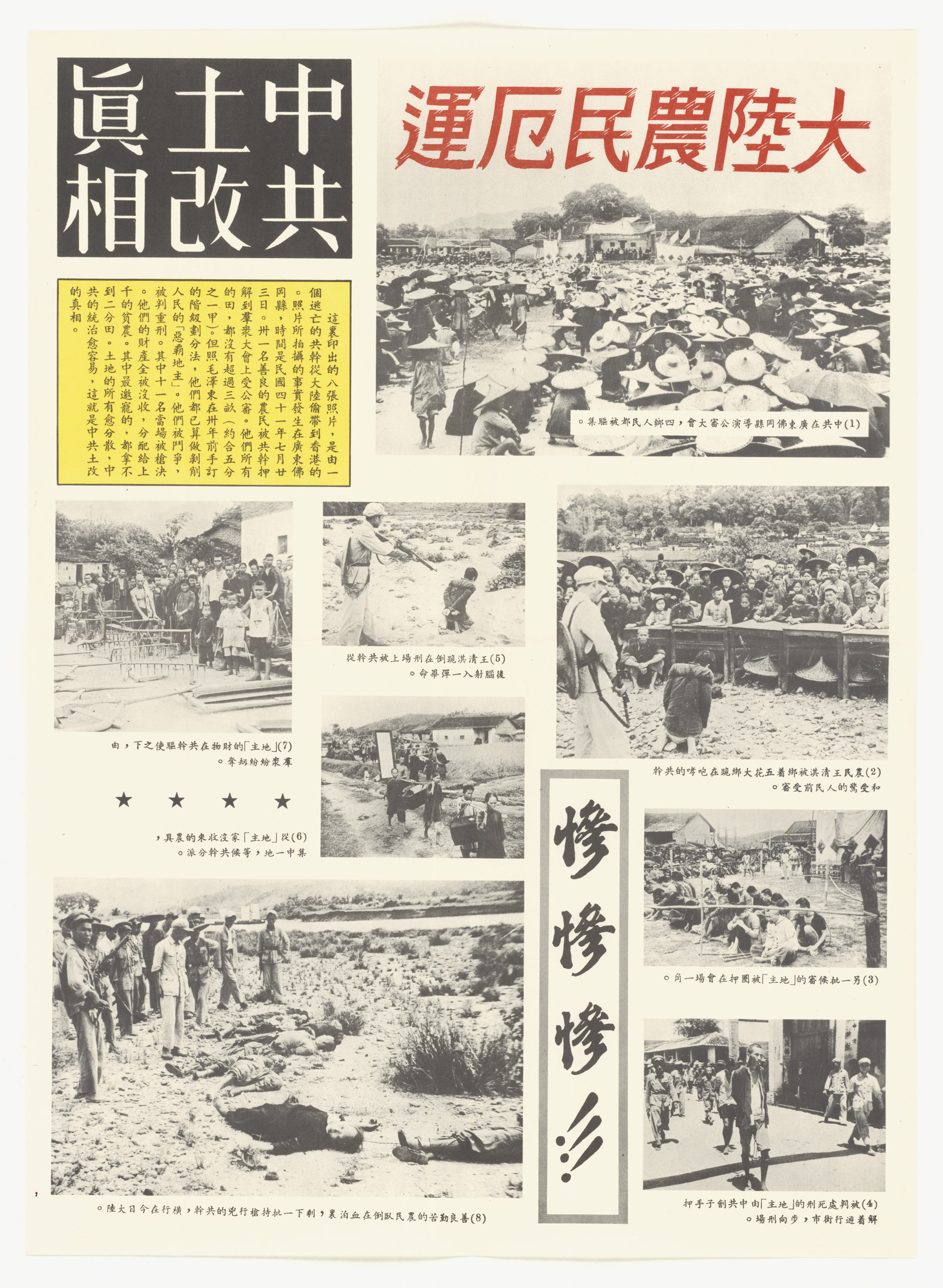
Juicio y ejecución de 11 granjeros durante la Reforma agraria de China.

En comparación con otros países desarrollados, las sentencias de muerte se llevan a cabo rápidamente. Después de un primer juicio realizado por un Tribunal Popular Intermedio que haya concluido en pena capital, debe continuar un sistema de doble proceso de apelación. La primera apelación es llevada a cabo por un Tribunal Superior Popular, y desde 2007, la segunda apelación es realizada por un Tribunal Popular Supremo de la República Popular China en Pekín. La ejecución se produce poco tiempo después. Como resultado de sus reformas, el gobierno chino ha informado, que el Tribunal Popular Supremo revocó el 15 por ciento de las sentencias de muertes dictadas por los tribunales superiores en el primer semestre de 2008. En un breve informe en mayo, el New China News Agency informó, a través de fuentes anónimas, de que los tribunales chinos dictaron un 30 por ciento menos de sentencias de muerte en 2007 en comparación con 2006.
Actualmente China usa dos métodos de ejecución. El más común es el fusilamiento, que consiste en un único disparo de un fusil de asalto con una bala de punta hueca en la nuca mientras el reo esta arrodillado [cita requerida] o en el corazón. La inyección letal comenzó a ser usada en 1997. Se lleva a cabo tanto en lugares fijos como en furgonetas que han sido modificadas para su uso como unidades de ejecución móviles. Como la inyección letal está siendo cada vez más común, se ha intensificado el debate sobre usarla para ejecutar a altos funcionarios condenados por corrupción y para criminales comunes, o ejecutar a estos últimos por fusilamiento. La opinión pública piensa que la inyección es la manera más fácil para el condenado de morir.
En el pasado se cobraba una "factura de la bala" (子弹费) a los parientes del condenado.
Con la reforma penal de 2011, los 68 delitos capitales han pasado a ser 55, en 2015 en plena modernización de la ley penal, se aprobó una enmienda a la ley Criminal por la que se elimina la pena de muerte para otros nueve crímenes, entre ellos el contrabando de armas o dinero falso, el proxenetismo y la trata de personas con propósitos de explotación sexual.
Según el diario Beijing Waibao, citando fuentes del Ministerio de Sanidad, entre el 60 y el 70% de los órganos trasplantados en China provienen de "criminales ejecutados". La Ley china permite la extracción post mortem  de sus órganos tras su ejecución solo si el condenado lo ha autorizado por escrito, aunque  la prensa china critica en ocasiones la existencia de presiones.